# Komunikacijski satelit
Komunikacijski satelit je umetni satelit, namenjen vzpostavljanju komunikacijskega kanala med oddajnikom in sprejemnikom, postavljenih na različnih krajih. Uporabljamo jih za prenos televizijskih, radijskih in internetnih signalov na daljavo, bodisi v civilne, bodisi vojaške namene. Elektromagnetni valovi, uporabljeni za telekomunikacije, potujejo v ravni črti, zaradi česar je njihov doseg na Zemlji omejen z ukrivljenostjo površja. Komunikacijski sateliti se nahajajo v orbiti visoko nad površjem, zato lahko posredujejo signale med zelo oddaljenimi točkami. Uporabljajo širok razpon radijskih in mikrovalovnih frekvenc. Za zmanjšanje interference so vzpostavljeni mednarodne regulatorne ustanove, ki določajo, kateri frekvenčni razpon lahko določen satelit uporablja.
Mnogi sateliti se nahajajo v geostacionarni orbiti 35.785 km nad ekvatorjem, zaradi česar so za opazovalca z Zemlje pri miru. To pomeni, da je lahko satelitska antena ali zemeljska postaja usmerjena ves čas v isto točko na nebu. Drugi tvorijo konstelacije v nizkozemeljski orbiti, za komunikacijo prek njih morajo antene na tleh slediti njihovemu položaju in redno preklapljati med sateliti.